# Nederlanders op Wimbledon (heren enkelspel)

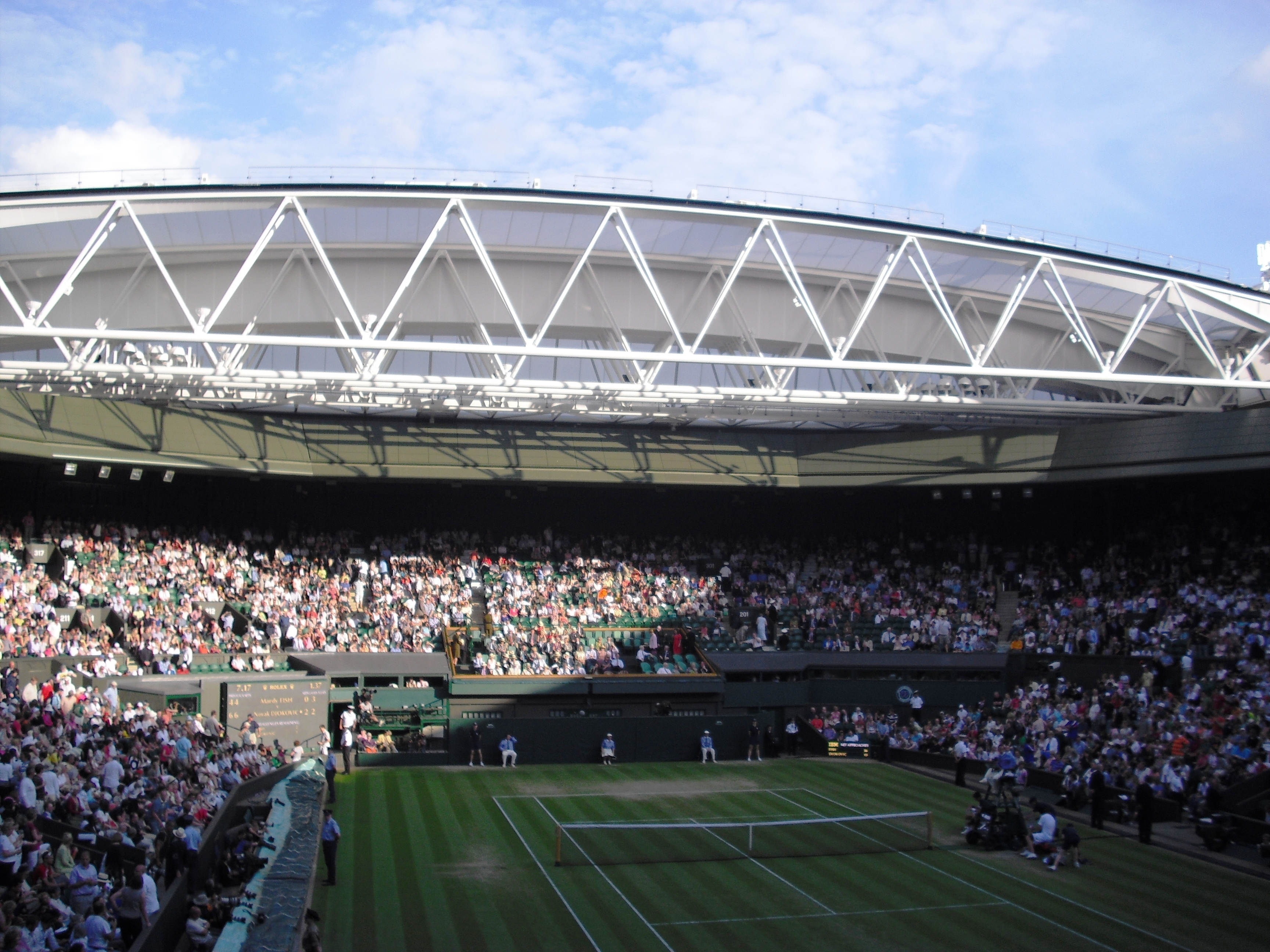
Wimbledon, een van de vier grandslamtoernooien

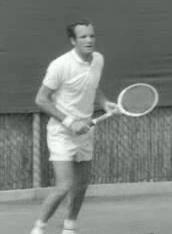
Tom Okker, in 1968 Nederlands eerste deelnemer aan het hoofdtoernooi van het herenenkelspel op Wimbledon

Tijdens het open tijdperk (vanaf 1968) hebben 30 Nederlandse tennissers deelgenomen aan het hoofdtoernooi van het herenenkelspel hij het Britse grandslamtennistoernooi Wimbledon (ook wel The Wimbledon Championships). Tom Okker was in 1968 de eerste Nederlandse deelnemer. Ook in de daaropvolgende jaren zeventig was hij de tennisser die het vaakst Nederland vertegenwoordigde. Hierbij haalde hij vier keer de kwartfinale en één keer de halve finale. In de jaren tachtig was Nederlands succes bij het herenenkelspel minder vanzelfsprekend, met zelfs twee jaren waarin geen enkele Nederlander deelnaam aan het toernooi. Dit veranderde in de jaren negentig toen Nederland breed vertegenwoordigd was, met in 1997 zelfs zeven Nederlandse tennissers in het hoofdtoernooi van het herenenkelspel op Wimbledon. In 1996 won Richard Krajicek bovendien als eerste en tot nog toe enige Nederlander het herenenkelspel. In het begin van de 21e eeuw bereikte Sjeng Schalken nog drie keer de kwartfinale van het toernooi en Richard Krajicek één keer. Hierna bleven Nederlandse successen uit, met in 2009 zelfs volledige afwezigheid van Nederlanders op het hoofdtoernooi. Van 2010 tot en met 2019 deed Robin Haasse 10 keer op rij mee, met als beste resultaat een derde ronde in 2011. In 2022 waren er voor het eerst sinds 2010 weer drie Nederlandse deelnemers, met zelfs twee keer een vierde ronde.

## Lijst van Nederlandse deelnemers
Onderstaande Nederlandse tennissers hebben deelgenomen aan het hoofdtoernooi van het herenenkelspel.
| Tom Okker               | KF  | KF  | 2R  | 4R  | –   | –   | 4R  | KF  | 3R  | 4R  | HF  | KF  | 3R  | 1R  | –   |     |     |     |     |     |     |     |     |
| Jan Hordijk             | –   | –   | –   | –   | –   | 1R  | –   | –   | –   | –   | –   | –   | –   | –   | –   |     |     |     |     |     |     |     |     |
| Rolf Thung              | –   | –   | –   | –   | –   | –   | 3R  | 1R  | 1R  | 1R  | –   | –   | –   | –   | –   |     |     |     |     |     |     |     |     |
| Louk Sanders            | –   | –   | –   | –   | –   | –   | –   | –   | –   | –   | 1R  | –   | –   | –   | –   |     |     |     |     |     |     |     |     |
|                         |     |     |     |     |     |     |     |     |     |     |     |     |     |     |     |     |     |     |     |     |     |     |     |
| Tennisser               | '83 | '84 | '85 | '86 | '87 | '88 | '89 | '90 | '91 | '92 | '93 | '94 | '95 | '96 | '97 | '98 | '99 | '00 | '01 | '02 | '03 | '04 | '05 |
| Michiel Schapers        | 1R  | 1R  | –   | 1R  | 3R  | 3R  | 3R  | 1R  | –   | 1R  | –   | –   | –   | –   | –   | –   | –   | –   | –   | –   | –   | –   | –   |
| Tom Nijssen             | –   | –   | –   | –   | –   | –   | 1R  | 2R  | 1R  | –   | –   | –   | –   | –   | –   | –   | –   | –   | –   | –   | –   | –   | –   |
| Mark Koevermans         | –   | –   | –   | –   | –   | –   | –   | 4R  | 1R  | 1R  | –   | –   | –   | –   | –   | –   | –   | –   | –   | –   | –   | –   | –   |
| Paul Haarhuis           | –   | –   | –   | –   | –   | –   | –   | 3R  | 1R  | 2R  | 1R  | 1R  | 2R  | 4R  | 3R  | 1R  | 3R  | –   | –   | –   | –   | –   | –   |
| Ralph Kok               | –   | –   | –   | –   | –   | –   | –   | 1R  | –   | –   | –   | –   | –   | –   | –   | –   | –   | –   | –   | –   | –   | –   | –   |
| Jan Siemerink           | –   | –   | –   | –   | –   | –   | –   | –   | 1R  | 1R  | 1R  | –   | 3R  | 1R  | 1R  | KF  | 1R  | 1R  | 1R  | –   | –   | –   | –   |
| Richard Krajicek        | –   | –   | –   | –   | –   | –   | –   | –   | 3R  | 3R  | 4R  | 1R  | 1R  | W   | 4R  | HF  | 3R  | 2R  | –   | KF  | –   | –   | –   |
| Jacco Eltingh           | –   | –   | –   | –   | –   | –   | –   | –   | 4R  | 1R  | 2R  | 2R  | KF  | 1R  | –   | –   | –   | –   | –   | –   | –   | –   | –   |
| Fernon Wibier           | –   | –   | –   | –   | –   | –   | –   | –   | –   | –   | 1R  | –   | –   | –   | –   | –   | –   | –   | –   | –   | –   | –   | –   |
| Sjeng Schalken          | –   | –   | –   | –   | –   | –   | –   | –   | –   | –   | –   | –   | 1R  | 1R  | 1R  | 1R  | 3R  | 3R  | 3R  | KF  | KF  | KF  | –   |
| Tom Kempers             | –   | –   | –   | –   | –   | –   | –   | –   | –   | –   | –   | –   | –   | 1R  | –   | –   | –   | –   | –   | –   | –   | –   | –   |
| Hendrik Jan Davids      | –   | –   | –   | –   | –   | –   | –   | –   | –   | –   | –   | –   | –   | –   | 1R  | –   | –   | –   | –   | –   | –   | –   | –   |
| John van Lottum         | –   | –   | –   | –   | –   | –   | –   | –   | –   | –   | –   | –   | –   | –   | 3R  | 4R  | 1R  | –   | –   | –   | 1R  | 1R  | –   |
| Dennis van Scheppingen  | –   | –   | –   | –   | –   | –   | –   | –   | –   | –   | –   | –   | –   | –   | 2R  | –   | –   | –   | –   | –   | –   | –   | –   |
| Peter Wessels           | –   | –   | –   | –   | –   | –   | –   | –   | –   | –   | –   | –   | –   | –   | –   | –   | 1R  | –   | 1R  | –   | –   | –   | 1R  |
| Raemon Sluiter          | –   | –   | –   | –   | –   | –   | –   | –   | –   | –   | –   | –   | –   | –   | –   | –   | –   | –   | 3R  | 2R  | 2R  | 1R  | 1R  |
| Edwin Kempes            | –   | –   | –   | –   | –   | –   | –   | –   | –   | –   | –   | –   | –   | –   | –   | –   | –   | –   | 1R  | –   | –   | –   | –   |
| Martin Verkerk          | –   | –   | –   | –   | –   | –   | –   | –   | –   | –   | –   | –   | –   | –   | –   | –   | –   | –   | –   | –   | 1R  | 2R  | –   |
|                         |     |     |     |     |     |     |     |     |     |     |     |     |     |     |     |     |     |     |     |     |     |     |     |
| Tennisser               | '06 | '07 | '08 | '09 | '10 | '11 | '12 | '13 | ‘14 | ‘15 | ‘16 | ‘17 | ‘18 | ‘19 | ‘20 | ‘21 | ‘22 |     |     |     |     |     |     |
| Melle van Gemerden      | 2R  | –   | –   | –   | –   | –   | –   | –   | –   | –   | –   | –   | –   | –   | –   | –   | –   |     |     |     |     |     |     |
| Thiemo de Bakker        | –   | 1R  | –   | –   | 3R  | –   | –   | –   | –   | –   | –   | –   | –   | –   | –   | –   | –   |     |     |     |     |     |     |
| Robin Haase             | –   | –   | 1R  | –   | 2R  | 3R  | 2R  | 2R  | 2R  | 1R  | 2R  | 2R  | –   | –   | –   | –   | –   |     |     |     |     |     |     |
| Jesse Huta Galung       | –   | –   | –   | –   | 1R  | –   | –   | –   | –   | –   | –   | –   | –   | –   | –   | –   | –   |     |     |     |     |     |     |
| Igor Sijsling           | –   | –   | –   | –   | –   | 1R  | –   | 3R  | 1R  | 1R  | 1R  | –   | –   | –   | –   | –   | –   |     |     |     |     |     |     |
| Tallon Griekspoor       | –   | –   | –   | –   | –   | –   | –   | –   | –   | –   | –   | –   | –   | –   | –   | 1R  | 1R  |     |     |     |     |     |     |
| Tim van Rijthoven       | –   | –   | –   | –   | –   | –   | –   | –   | –   | –   | –   | –   | –   | –   | –   | –   | 4R  |     |     |     |     |     |     |
| Botic van de Zandschulp | –   | –   | –   | –   | –   | –   | –   | –   | –   | –   | –   | –   | –   | –   | –   | –   | 4R  |     |     |     |     |     |     |

## Beste Nederlander per jaar

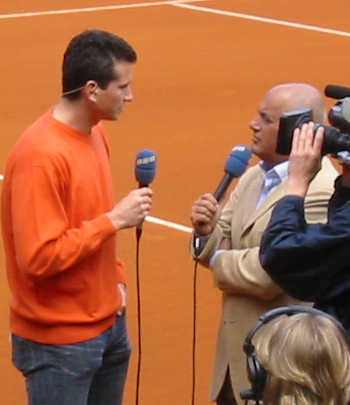
Richard Krajicek (links), tot nog toe de enige Nederlandse winnaar van het herenenkelspel bij Wimbledon

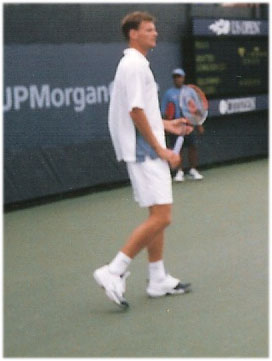
Sjeng Schalken, Nederlands best presterende tennisser in het herenenkelspel op Wimbledon in de 21e eeuw

| Jaar | Naam                                              | Uitgeschakeld in |
| ---- | ------------------------------------------------- | ---------------- |
| 1968 | Tom Okker                                         | Kwartfinale      |
| 1969 | Tom Okker                                         | Kwartfinale      |
| 1970 | Tom Okker                                         | Tweede ronde     |
| 1971 | Tom Okker                                         | Vierde ronde     |
| 1972 | Geen Nederlandse deelname                         | -                |
| 1973 | Jan Hordijk                                       | Eerste ronde     |
| 1974 | Tom Okker                                         | Vierde ronde     |
| 1975 | Tom Okker                                         | Kwartfinale      |
| 1976 | Tom Okker                                         | Derde ronde      |
| 1977 | Tom Okker                                         | Vierde ronde     |
| 1978 | Tom Okker                                         | Halve finale     |
| 1979 | Tom Okker                                         | Kwartfinale      |
| 1980 | Tom Okker                                         | Derde ronde      |
| 1981 | Tom Okker                                         | Eerste ronde     |
| 1982 | Geen Nederlandse deelname                         | -                |
| 1983 | Michiel Schapers                                  | Eerste ronde     |
| 1984 | Michiel Schapers                                  | Eerste ronde     |
| 1985 | Geen Nederlandse deelname                         | -                |
| 1986 | Michiel Schapers                                  | Eerste ronde     |
| 1987 | Michiel Schapers                                  | Derde ronde      |
| 1988 | Michiel Schapers                                  | Derde ronde      |
| 1989 | Michiel Schapers                                  | Derde ronde      |
| 1990 | Mark Koevermans                                   | Vierde ronde     |
| 1991 | Jacco Eltingh                                     | Vierde ronde     |
| 1992 | Richard Krajicek                                  | Derde ronde      |
| 1993 | Richard Krajicek                                  | Vierde ronde     |
| 1994 | Jacco Eltingh                                     | Tweede ronde     |
| 1995 | Jacco Eltingh                                     | Kwartfinale      |
| 1996 | Richard Krajicek                                  | Toernooizege     |
| 1997 | Richard Krajicek                                  | Vierde ronde     |
| 1998 | Richard Krajicek                                  | Halve finale     |
| 1999 | Richard Krajicek, Paul Haarhuis en Sjeng Schalken | Derde ronde      |
| 2000 | Sjeng Schalken                                    | Derde ronde      |
| 2001 | Sjeng Schalken en Raemon Sluiter                  | Derde ronde      |
| 2002 | Sjeng Schalken                                    | Kwartfinale      |
| 2003 | Sjeng Schalken                                    | Kwartfinale      |
| 2004 | Sjeng Schalken                                    | Kwartfinale      |
| 2005 | Peter Wessels en Raemon Sluiter                   | Eerste ronde     |
| 2006 | Melle van Gemerden                                | Tweede ronde     |
| 2007 | Thiemo de Bakker                                  | Eerste ronde     |
| 2008 | Robin Haase                                       | Eerste ronde     |
| 2009 | Geen Nederlandse deelname                         | -                |
| 2010 | Thiemo de Bakker                                  | Derde ronde      |
| 2011 | Robin Haase                                       | Derde ronde      |
| 2012 | Robin Haase                                       | Eerste ronde     |
| 2013 | Igor Sijsling                                     | Derde ronde      |
| 2014 | Robin Haasse                                      | Tweede ronde     |
| 2015 | Robin Haasse                                      | Tweede ronde     |
| 2016 | Robin Haasse                                      | Tweede ronde     |
| 2017 | Robin Haasse                                      | Eerste ronde     |
| 2018 | Robin Haasse                                      | Tweede ronde     |
| 2019 | Robin Haasse                                      | Tweede ronde     |
| 2020 | Toernooi niet gespeeld vanwege COVID-19 pandemie  | -                |
| 2021 | Tallon Griekspoor                                 | Eerste ronde     |
| 2022 | Tim van Rijthoven en Botic van de Zandschulp      | Vierde ronde     |

### Jaarlijkse ontwikkeling
De grafiek hieronder laat zien in welke ronde de best presterende Nederlander van dat jaar werd uitgeschakeld.

## Bijzonderheden
- Slechts viermaal nam geen enkele Nederlandse tennisser deel aan het Wimbledons hoofdtoernooi voor het herenenkelspel: in 1972, 1982, 1985 en 2009.
- In 1997 namen zeven Nederlanders deel aan het hoofdtoernooi.
- Tom Okker was twaalfmaal Nederlands best presterende tennisser bij het herenenkelspel.
- Tom Okker was ook achtmaal op rij Nederlands beste, van 1974 tot en met 1981.
- Tom Okker nam ook het vaakst van alle Nederlanders deel aan het hoofdtoernooi: twaalfmaal. Richard Krajicek en Robin Haasse volgen met elf deelnames.